# Hümmer Bruch bei Stammen
Der Hümmer Bruch bei Stammen ist ein Naturschutzgebiet in den hessischen Kleinstädten Hofgeismar und Trendelburg im Landkreis Kassel.

## Allgemeines
Das Naturschutzgebiet mit der Gebietsnummer 1633025 ist rund 21 Hektar groß. Nach Westen grenzt es teilweise an das Landschaftsschutzgebiet „Auenverbund Diemel“. Das Gebiet steht seit dem 20. November 1990 unter Naturschutz.

## Beschreibung
Das Naturschutzgebiet liegt in etwa zwischen Hofgeismar und Trendelburg im Naturpark Reinhardswald. Es stellt ein Feuchtgebiet in einer naturnahen Talaue am Rand der Diemelniederung unter Schutz. In dem Gebiet sind großflächige Schilfröhrichte, Feuchtwiesen, Bruchwälder sowie Gebüsche und Baumgruppen und Hochstaudenfluren zu finden. Weiterhin befinden sich Stillgewässer mit Wasservegetation im Naturschutzgebiet, die als Fischteiche angelegt wurden.
Durch das Naturschutzgebiet verläuft die abgebaute Trasse der Carlsbahn. An das Naturschutzgebiet grenzen überwiegend landwirtschaftliche Nutzflächen. Westlich des Naturschutzgebietes fließt die von Gehölzen begleitete Esse.